# José María Álvarez de Eulate
José María Álvarez de Eulate Peñaranda (Hontoria del Pinar, provincia de Burgos, 28 de febrero de 1933) es un economista español. Doctor en Ciencias Económicas y Empresariales. Ha sido profesor de Política Económica e Historia del Pensamiento Económico en la UNED y de 'Economic Governance' en la Universidad Antonio de Nebrija. 
Miembro de número de la Academia de la Hispanidad y Caballero de la Legión de Honor de París. En Francia, Álvarez de Eulate desempeñó el cargo de profesor de la Universidad de París. 
Ha sido senador y eurodiputado. En 1984, como senador por la provincia de Burgos, defendió la permanencia del ferrocarril Santander-Mediterráneo.
Ha sido Profesor de Política Económica de la Facultad de Ciencias Económicas y Empresariales en la Universidad Complutense. Jefe del Servicio de Relaciones Interministeriales del Ministerio de Hacienda. 
Ha publicado buen número de trabajos sobre historia económica e historia militar, singularmente sobre la Guerra de la Independencia (1808-1814), desde que residió en Francia.

## Obras
- Psicología de la actividad comercial (1966)
- Economía internacional de los países socialistas (1976)
- Historia económica del condado de Castilla (1994)
- Hontoria del Pinar y sus aldeas: historia, economía y tradiciones (2002)
- Aspectos económicos de la globalización (2004)
- Las guerrillas en la región de Pinares Burgos-Soria durante la Guerra de la Independencia (2007)
- "La Guerra de la Independencia en la Región de Pinares Burgos-Soria: El combate de Quintanar de la Sierra de 7 de abril" (La Voz de Pinares, nº 31) (2008)
- Organización económica y militar en el condado de Castilla (2008)